# 楊勇
楊 勇（よう ゆう、? - 604年）は、中国の隋の文帝楊堅の長男。小名（幼名）は睍地伐。皇太子に立てられたが、廃位された。死後に房陵王に追封された。字の「睍地伐」は完全に胡族名である。

## 経歴
楊堅と独孤伽羅（のちの独孤皇后）の間に生まれた。北周のとき、祖父の楊忠の軍功により、楊勇は博平侯に封ぜられた。楊堅が北周の政権を掌握すると、楊勇は世子に立てられ、大将軍・左司衛に任じられ、長寧郡公に封じられた。洛州総管・東京少冢宰として出向し、旧北斉の地を統轄した。のちに上柱国・大司馬・領内史御正として禁衛のことを司った。楊堅が禅譲を受けて帝位につき、隋を建国すると、楊勇は皇太子に立てられた。
楊勇は学問を好み、詞や賦を得意とし、性格は寛大で温厚であり、明克譲・姚察・陸開明らの文人を召し出して友とした。しかし奢侈で礼節に欠けるところがあり、文帝はこれを喜ばなかった。また多くの側妾をかかえ、とくに雲昭訓を寵愛し、正妃の元妃は顧みられないまま病没した。これに独孤皇后は不満で楊勇を責めた。次弟の晋王楊広は、母の独孤皇后が兄に対して不満を持っていることを知ると、側妾を持たず蕭妃だけを愛しているように見せかけた。楊勇を嫌った独孤皇后は次第に楊広の行いを賞賛するようになり、楊勇を太子から廃して、楊広を太子に立てようと考えた。文帝は楊素を派遣して楊勇の行いを観察させると、楊素は楊勇を故意に怒らせて、楊勇が怨嗟を抱えているという話を作り、文帝の猜疑を深めさせた。皇后と楊広は人を介して、楊勇に対する讒言を繰り返し、文帝も楊勇が逆恨みをしていると信じるようになった。600年、文帝は楊勇を太子位から廃して庶人に落とし、楊広（のちの煬帝）を太子に立てた。
ときに朝廷では楊勇が罪なくして廃されたという声もあったが、文帝は聞き入れなかった。楊勇もしばしば文帝に面会を求めたが、楊素が楊勇はすでに心神喪失して癲鬼が憑いており回復不能であると言って、文帝と楊勇の面会を阻止した。
604年、文帝が仁寿宮で病の床に就いたとき、皇太子楊広が文帝の側室の宣華夫人に手を出そうとしたことがあった。宣華夫人がこのことを文帝に訴え、文帝は楊勇の冤罪だったことを知り、独孤皇后と楊広のことを大いに罵り、人を派遣して楊勇を召しだそうとした。だがそのことを察知した楊素が楊広に伝えると、間もなく文帝は死去した。楊広は即位した後、文帝の遺詔と称して楊勇を自殺させ、3年後の607年に男子もことごとく殺害された。その後、楊勇は房陵王に追封された。

## 妻子

### 妻妾
- 正室：太子妃元氏
- 側室：雲昭訓（3男あり）
- 高良娣（2男1女あり）
- 王良媛（2男あり）
- 成姫（1男あり）

### 子
以下の10男2女。
- 長寧王 楊儼（母は雲昭訓）
- 平原王 楊裕（母は雲昭訓）
- 安城王 楊筠（母は雲昭訓）
- 安平王 楊嶷（母は高良娣）
- 襄城王 楊恪（母は高良娣）
- 高陽王 楊該（母は王良媛）
- 建安王 楊韶（母は王良媛）
- 潁川王 楊煚（母は成姫）
- 楊孝実（生母不明）
- 楊孝範（生母不明）
- 豊寧公主（楊静徽。583年 - 610年。母は高良娣。韋孝寛の第3子である韋総（548年 - 576年）の三男・韋円照（572年 - 623年11月17日）に降嫁。病の為、長安で28歳で死去）
- 大寧公主（楊氏。生母と生没年は不明、高表仁に降嫁）

## 伝記資料
- 『隋書』巻四十五 列伝第十「文四子伝」
- 『北史』巻七十一 列伝第五十九「隋宗室諸王伝」